# Cyclamen adzharicum
Cyclamen adzharicum là một loài thực vật có hoa trong họ Anh thảo. Loài này được Pobe. mô tả khoa học đầu tiên.